# Nagy völgycsillag
A nagy völgycsillag vagy berki zápóca (Astrantia major) az ernyősvirágzatúak (Apiales) rendjébe, ezen belül a zellerfélék (Apiaceae) családjába tartozó faj. A vadon élő példányai Magyarországon védettek. A fajnak azonban léteznek kertészeti fajtái, melyeket dísznövényként termesztenek szép, gallérkalevelekkel körülvett ernyős virágzataikért és tőleveleikért.
Nemzetségének a típusfaja.

## Elterjedése, előfordulása
Közép- és Kelet-Európában honos. Magyarországon elsősorban a magasabb hegységekben és a csapadékban gazdagabb dombvidékeken fordul elő: Így például ismert a Zempléni-hegység, az Aggteleki-karszt, a Bükk-vidék, a Mátra területéről, a Börzsönyben a Kemence-patak völgyéből, a Pilisben (különösen Pomáz környékéről), a Balaton-felvidéken (például a Szentbékkála és Monostorapáti között található Sátorma-hegyen), a Soproni- és a Kőszegi-hegység területén, azonban a Visegrádi-hegységben és a Bakonyban kevéssé jellemző; a dombvidékek közül ismert a Vend-vidéken, a Kemeneshát területén Katafa mellett, az Őrségben Szalafő, Őriszentpéter és Farkasfa környékén, a Hetésben (különösen Magyarszombatfa környékén), a Göcsejben a novai Nagy-erdőben és Rédics mellett, az Egerszeg–Letenyei-dombságban Oltárc közelében, a Belső-Somogyban Zákány és Iharosberény környékén. Az Alföldön csak a Beregdaróc melletti Dédai-erdőből ismert.

## Alfajai, változatai
- Astrantia major subsp. apenninica Wörz[4]
- Astrantia major subsp. carinthiaca (Hoppe ex W. D. J. Koch) Arcang.[4]
- Astrantia major subsp. involucrata (Koch) Ces. (syn. Astrantia major var. involucrata W. D. J. Koch)

Gallérkalevelei hosszúak és keskenyek, s ettől a virágzat csipkedettnek tűnik.
- Astrantia major subsp. elatior (Friv.) K.Malý[4]
- Astrantia major subsp. major
- Astrantia major subsp. pyrenaica Wörz[4]

## Jellemzése
Évelő lágyszárú, szélessége 40–60 cm, magassága 30 és 100 cm között változhat, de leggyakrabban 60–80 cm. Terjedő gyöktörzséből hajt ki felálló szára, melynek alsó részén hosszú nyelű, viszonylag nagy tőlevelek, felső részén rövid nyelű, kisebb szárlevelek erednek; a levélnyelek üregesek. Leveleik mélyen, tenyeresen, 5 szeletre osztottak. A levélszeletek többnyire visszás-tojásdad alakúak, épek, de esetleg hasadtak is lehetnek, szélük szálkásan fogas.
Júniustól októberig láthatók 2–4 cm széles egyszerű ernyővirágzatai (ernyőcskéi), melyekben a virágok viszonylag tömötten helyezkednek el. Jellegzetesek az ernyőcskéket körülvevő, sűrűn álló  gallérkalevelek, melyek speciális fellevelek: murvalevelek. A zöldesfehér vagy vöröslő gallérkalevelek közel akkorák, vagy kissé hosszabbak, mint az ernyőcskék virágai, 1–3 ér fut bennük, alakjuk visszás-lándzsás, szélük ép vagy kevés fogú, csúcsuk is lehet két-három fogú. A virágok közül a kétivarúak rövidebb, az egyivarú porzósak hosszabb kocsányon fejlődnek. A csészelevelek részben összenőttek: az 5 csészefog mindegyike szálkás hegyű, tojásdad-lándzsás alakú, s valamivel hosszabbak vagy éppen rövidebbek a sziromleveleknél, melyek a gallérkalevelekhez hasonlóan zöldesfehér vagy vöröslő színűek.
Az érett, 4–6 mm hosszú ikerkaszat termések bordáit fehér hólyagocskák sűrű sora borítja.
Amíg virágzata nem fejlődik ki, hasonló kinézetű levele miatt összetéveszthető a gombernyővel, melynek azonban termete és levele is kisebb, levélnyelei pedig tömöttek.

## Élőhelye
A félárnyékos, meszes talajú helyeket kedveli, inkább a hegységekben, csapadékos dombvidékeken él: bükkelegyes üde erdőkben, bükkösökben, cseres-tölgyesekben, gesztenyésekben, szurdokerdőkben, hegyi réteken, irtásréteken fordul elő. Tagja a magaskórós társulásoknak is, így például a Kárpátokban a bükkös és a lucos öv szivárgó vizes tisztásain is megtalálható.

## Felhasználása
Fajtáit kerti dísznövényként ültetik. Amikor a nagy völgycsillag virágzatáról beszélnek, akkor sokszor a gallérkalevelekre is gondolnak: a gallérkalevelek ugyan botanikai értelemben nem a virágzat részét képezik, viszont dekorációs szempontból érthetően igen.
- Astrantia major subsp. involucrata ‘Moira Reid’

Fehér színű, zöldes árnyalatú gallérkalevelei nagyok, virágai fiatalon rózsaszínesek, 75 cm magas fajta.
- Astrantia major subsp. involucrata ‘Shaggy’ (syn. ‘Margery Fish’, Astrantia major ‘Margery Fish’)[6]

Fehér színű virágai zöldes árnyalatúak (a fehér vagy rózsaszínes fehér gallérkalevelek csúcsa zöld), levelei mélyen karéjosak, 75 cm magas fajta.
- Astrantia major ‘Rosea’ (syn. Astrantia major var. rosea)

Virágzata halvány rózsaszínű, zölddel futtatott; 75 cm magas fajta.
- Astrantia major ‘Rubra’

Virágzata sötétpirosas festésű; 60 cm magas fajta.
- Astrantia major ‘Ruby Wedding’

Bíborvörös virágai csak nyáron nyílnak, 75 cm magas fajta.
- Astrantia major ‘Sunningdale Variegated’

Leveleinek széle krémszínű, halványsárga, így a sok levél egymás mellett tarka levélszőnyegnek mutatkozik, fehér virágai rózsaszín árnyalatúak, 75 cm magas fajta.

## Képek
|  |  |  |  |  |  |